# Beltinci
Beltinci (Dialekt prekmurski: Böltinci, węg.: Belatinc lub Belatincz, niem.: Fellsdorf) – miejscowość w Słowenii, stolica gminy Beltinci.